# Paul Ménard-Dorian
Pour les articles homonymes, voir Dorian, Ménard et Ménard-Dorian.
Paul Ménard-Dorian, né le 21 avril 1846 à Lunel et mort le 16 avril 1907 à Paris, est un homme politique français.

## Biographie
Issu d'une riche famille protestante du Midi, industriel métallurgiste, il fut notamment conseiller général et député de l'Hérault. Il vécut au domaine du Grand Malherbes, près d'Aimargues. Époux de la fille de l'ancien ministre Pierre-Frédéric Dorian, Aline Dorian, dont il joignit le nom à son patronyme, ils eurent une fille, Pauline.
Il hérite d'une entreprise, la maison Jacob Holtzer d'Unieux, et est l'un des premiers à introduire la métallurgie électrique, en utilisant le procédé Keller et en installant un haut-fourneau électrique à Livet (Isère) dès 1902.  
Le couple tenait salon fréquenté par les hommes de lettres Zola, Daudet, les Frères Goncourt, les artistes Rodin, Carrière, Béthune, Renouard, les politiciens Considérant, Georges Périn, Allain-Targé et dans lequel trônait Georges Clémenceau flanqué de ses jeunes frères Paul et Albert.
Il meurt le 16 avril 1907 et est incinéré au cimetière du Père-Lachaise.

## Détail des mandats et fonctions
- Chef de cabinet du ministre des Travaux publics, Pierre-Frédéric Dorian (1870-1871)
- Conseiller général du canton de Lunel (1874-1889)
- Député de l'Hérault (1877-1889, 1890-1893)
- Membre de la Société languedocienne de géographie

## Sources
- « Paul Ménard-Dorian », dans Adolphe Robert et Gaston Cougny, Dictionnaire des parlementaires français, Edgar Bourloton, 1889-1891 [détail de l’édition]
- « Paul Ménard-Dorian », dans le Dictionnaire des parlementaires français (1889-1940), sous la direction de Jean Jolly, PUF, 1960 [détail de l’édition]
- Patrick Cabanel, « Ménard-Dorian Paul », dans Patrick Cabanel et André Encrevé (dir.), Dictionnaire biographique des protestants français de 1787 à nos jours : M-Q, Paris, Max Chaleil, 2024 (ISBN 978-2-84621-358-5), p. 218-220.